# 泰爾焦拉市鎮
泰爾焦拉市鎮，是格魯吉亞中部伊梅雷蒂大区的市镇，行政中心为泰爾焦拉。市镇面積为357平方公里，2014年人口数量为35,563，人口密度每平方公里100人。